# 薩拉索塔湖 (佛羅里達州)
薩拉索塔湖（英語：Lake Sarasota）是位於美國佛羅里達州薩拉索塔縣的一個人口普查指定地區。

## 地理
薩拉索塔湖的座標為27°17′45″N 82°26′02″W / 27.29583°N 82.43389°W，而該地最高點為海拔高度9米（即30英尺）。

## 人口
根據2010年美國人口普查的數據，薩拉索塔湖的面積為3.60平方千米，當中陸地面積為3.50平方千米，而水域面積為0.10平方千米。當地共有人口4659人，而人口密度為每平方千米1,294人。